# Lola Albright
Lola Albrightová (nepřechýleně Lola Albright, rodným jménem Lola Jean Albright; 20. července 1924 Akron, Ohio – 23. března 2017, Toluca Lake, Kalifornie) byla americká herečka a zpěvačka.

## Život a kariéra

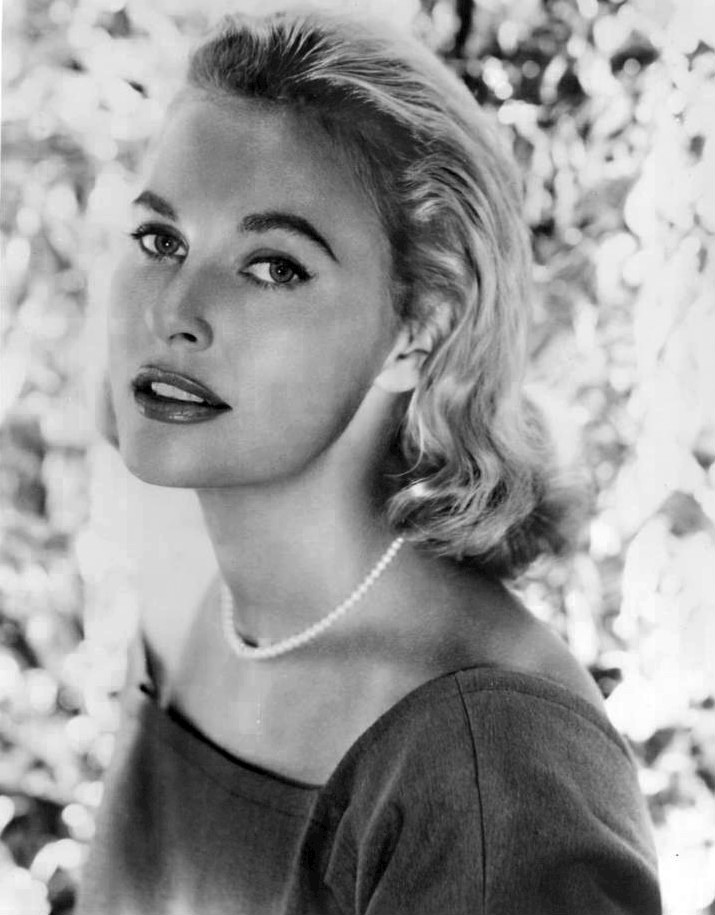
Lola Albright v roce 1962

### Dětství a mládí
Narodila se rodičům Johnu Paul Albrightovi a Marion Albrightové (rodným jménem Harveyová). Oba její rodiče působili jako gospeloví zpěváci.
Lola navštěvovala King Grammar School, později West High School. Než se přestěhovala do Hollywoodu, působila zpočátku jako úspěšná modelka. Učila se 20 let hře na klavír a od 15 let pracovala jako recepční v budově rozhlasu WAKR v městě Akron. Ve věku 18 let se přestěhovala do Clevelandu a pracovala zde jako stenografka v Radiu WTAM. Své první rozhlasové – hudební vystoupení měla v Radiu WJW v Clevelandu.

### Filmová tvorba
Svou hereckou kariéru zahájila v roce 1947 malou rolí ve filmu The Unfinished Dance, a v roce 1949 získala roli ve filmu Champion. V pozdějších letech se představila ve vedlejších rolích ve více, než 20 titulech, včetně několika „béčkových“ westernů. V hlavní roli se představila filmem Kid Galahad (1962), spolu s Elvisem Presleyem, dále ve francouzském filmu Les Félins (1964) v režii Reného Clémenta a ve výpravném westernu The Way West (1967). V letech 1952 až 1958 byl jejím manželem herec Jack Carson.

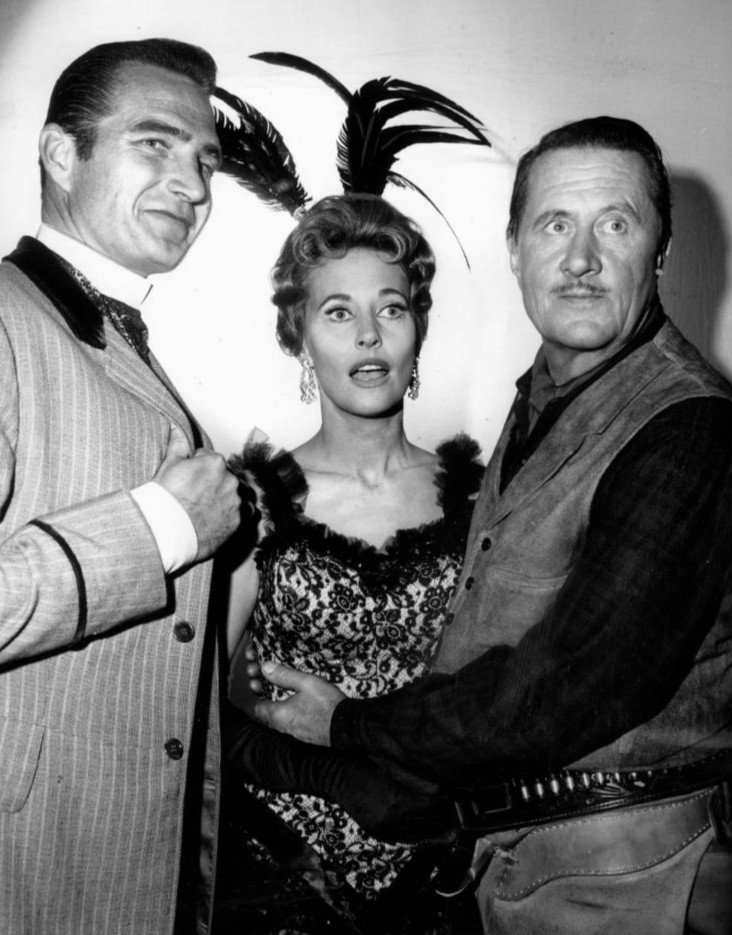
Eric Fleming, Lola Albright a Allyn Joslyn Rawhide v roce 1964

### Televizní tvorba
Lola Albright se poprvé objevila v televizi v Inside Story, v episodě Lux Video Theatre. Hostovala v televizním seriálu v podobném stylu, jako byla série Alfred Hitchcock Presents, The Thin Man Mysteries, Gunsmoke, Rawhide, The Dick Van Dyke Show, My Three Sons, The Beverly Hillbillies, Bonanza, The Man from U.N.C.L.E., Medical Center, Kojak,Columbo, McMillan & Wife, Quincy, M.E., Starsky and Hutch a The Incredible Hulk.
V roce 1958 byla obsazena do televizního detektivního seriálu Peter Gunn, který produkoval Blake Edwards a jehož autorem byl Henry Mancini. Lola Albright ztvárnila Edie Hartovou, zpěvačku nočního klubu, o kterou měl romantický zájem hlavní hrdina Peter Gunn (Craig Stevens). V roce 1964 se objevila s tímto bývalým kolegou ze seriálu Peter Gunn (Craig Stevens) v krátkotrvajícím CBS dramatu Mr. Broadway (episoda Sticks and Stones Can Break My Bones).
Když musela Dorothy Maloneová v roce 1966 podstoupit naléhavou operaci, byla Lola obsazena v hlavním vysílacím čase jako Constance Mackenzie v telenovele Peyton Place. V té době označila Lola Albright tuto roli jako „jednu z největších výzev mé divadelní kariéry.“
Lola Albright hrála nejen ve filmech, ale hostovala i v televizi až do svého odchodu do důchodu v polovině 80. let

### Hudební tvorba
Role Loly Albrightové v seriálu Peter Gunn přímo vedla ke vzniku hudebních alb doprovázených Henry Mancinim a jeho orchestrem, včetně alba Lola Wants You (1957) a Dreamsville (1959).
S Columbia Records spolupracovala smluvně jako zpěvačka.
Další písně v podání Loly Albrightové:
1. „A Good Man Is Hard to Find“
2. „A Man, A Man, A Man“
3. „Brief And Breezy“
4. „Candy“
5. „Dreamsville“
6. „It's Always You“
7. „I've Got a Crush On You“
8. „Just You, Just Me“
9. „Day In, Day Out“
10. „Slow And Easy“
11. „Sorta Blue“
12. „Straight To Baby“
13. „They Didn't Believe Me“
14. „Two Sleepy People“
15. „We Kiss In A Shadow“
16. „You're Driving Me Crazy“

Skladba „How High The Moon“, která zazněla v podání Loly Albrightové v páté epizodě první řady seriálu Peter Gunn (epizoda The Frog), patří k nejlepším interpretacím této písně vůbec (hudba: Morgan Lewis, text: Nancy Hamilton).

## Osobní život
Lola Albrightová byla vdaná a rozvedená třikrát, zůstala bez dětí. První manželství s "nejmenovaným rozhlasovým manažerem" uzavřela v roce 1944. Rozvedli se v roce 1949.
Jejím druhým manželem byl herec Jack Carson (1951–1958); jiný zdroj uvádí, že se vzali 1. srpna 1952 a rozvedli se 10. listopadu 1958).
Její třetí manželství bylo s hercem Billem Chadneyem (1961–1975), který hrál Emmetta – klavíristu v seriálu Peter Gunn.

## Ocenění
V roce 1959 byla Lola Albright nominována na cenu Emmy Award za nejlepší herecký výkon v dramatického seriálu ve vedlejší roli za seriál Peter Gunn. V roce 1966 získala Stříbrného medvěda (Silver Bear for Best Actress award) za nejlepší ženský herecký výkon na 16. Mezinárodním filmovém festivalu v Berlíně za svou roli v Lord Love a Duck.

## Filmografie

### Hlavní role
| rok  | název                                       | role                   |
| ---- | ------------------------------------------- | ---------------------- |
| 1947 | The Unfinished Dance                        | pracovnice domu Módy   |
| 1948 | The Pirate                                  | Manuelina přételkyně   |
| 1948 | Easter Parade                               | modelka s kloboukem    |
| 1948 | Julia Misbehaves                            | Mannequin              |
| 1949 | Champion                                    | Palmer                 |
| 1949 | Tulsa                                       | Candy Williams         |
| 1949 | The Girl from Jones Beach                   | Vickie                 |
| 1949 | Bodyhold                                    | Mary Simmons           |
| 1950 | The Good Humor Man                          | Margie Bellew          |
| 1950 | Beauty on Parade                            | Kay Woodstock          |
| 1950 | When You're Smiling                         | Peggy Martin           |
| 1950 | He's a Cockeyed Wonder                      | herečka Drive-In filmu |
| 1950 | The Killer That Stalked New York            | Francie Bennet         |
| 1950 | Sierra Passage                              | Ann Walker             |
| 1952 | Arctic Flight                               | Martha Raymond         |
| 1953 | The Silver Whip                             | Waco                   |
| 1955 | Treasure of Ruby Hills                      | May                    |
| 1955 | The Magnificent Matador                     | Mona Wilton            |
| 1955 | The Tender Trap                             | Poppy Masters          |
| 1957 | Pawnee                                      | Meg Alden              |
| 1957 | Oregon Passage                              | Sylvia Dane            |
| 1957 | The Monolith Monsters                       | Cathy Barrett          |
| 1958 | Seven Guns to Mesa                          | Julie Westcott         |
| 1958 | "The Thin Man Mysteries – The Tennis Champ" | Katherine West         |
| 1961 | A Cold Wind in August                       | Iris Hartford          |
| 1962 | Kid Galahad                                 | Dolly Fletcher         |
| 1964 | Joy House                                   | Barbara                |
| 1964 | Les Félins                                  | Melinda                |
| 1966 | Lord Love a Duck                            | Marie Greene           |
| 1967 | The Way West                                | Becky Evans            |
| 1967 | The Money Jungle                            | Peggy Lido             |
| 1968 | Where Were You When the Lights Went Out?    | Roberta Lane           |
| 1968 | The Impossible Years                        | Alice Kingsley         |
| 1968 | The Helicopter Spies                        | Azalea                 |

### Menší role
- The Soundman (1950)
- Screen Snapshots: Hollywood Cowboy Stars (1955)
- Filmmaking on the Riviera (1964)